# Хеслинген
Хеслинген (њем. Heeslingen) општина је у њемачкој савезној држави Доња Саксонија. Једно је од 57 општинских средишта округа Ротенбург (Виме). Према процјени из 2010. у општини је живјело 4.788 становника. Посједује регионалну шифру (AGS) 3357021.

## Географски и демографски подаци
Хеслинген се налази у савезној држави Доња Саксонија у округу Ротенбург (Виме). Општина се налази на надморској висини од 19 метара. Површина општине износи 82,3 km². У самом мјесту је, према процјени из 2010. године, живјело 4.788 становника. Просјечна густина становништва износи 58 становника/km².

## Међународна сарадња
| Мјесто      | Држава               | Врста сарадње | Од    |
| ----------- | -------------------- | ------------- | ----- |
| Били ле Мен | Француска            | партнерство   | 2000. |
| Бостад      | Шведска              | контакт       | 1984. |
| Ликса       | Финска               | контакт       | 1995. |
| Рингвуд     | Уједињено Краљевство | контакт       | 1990. |
| Скара       | Шведска              | партнерство   | 1989. |
| Зујдволде   | Холандија            | партнерство   | 1992. |
| Извор       |                      |               |       |